# Piața Libertății (Timișoara)

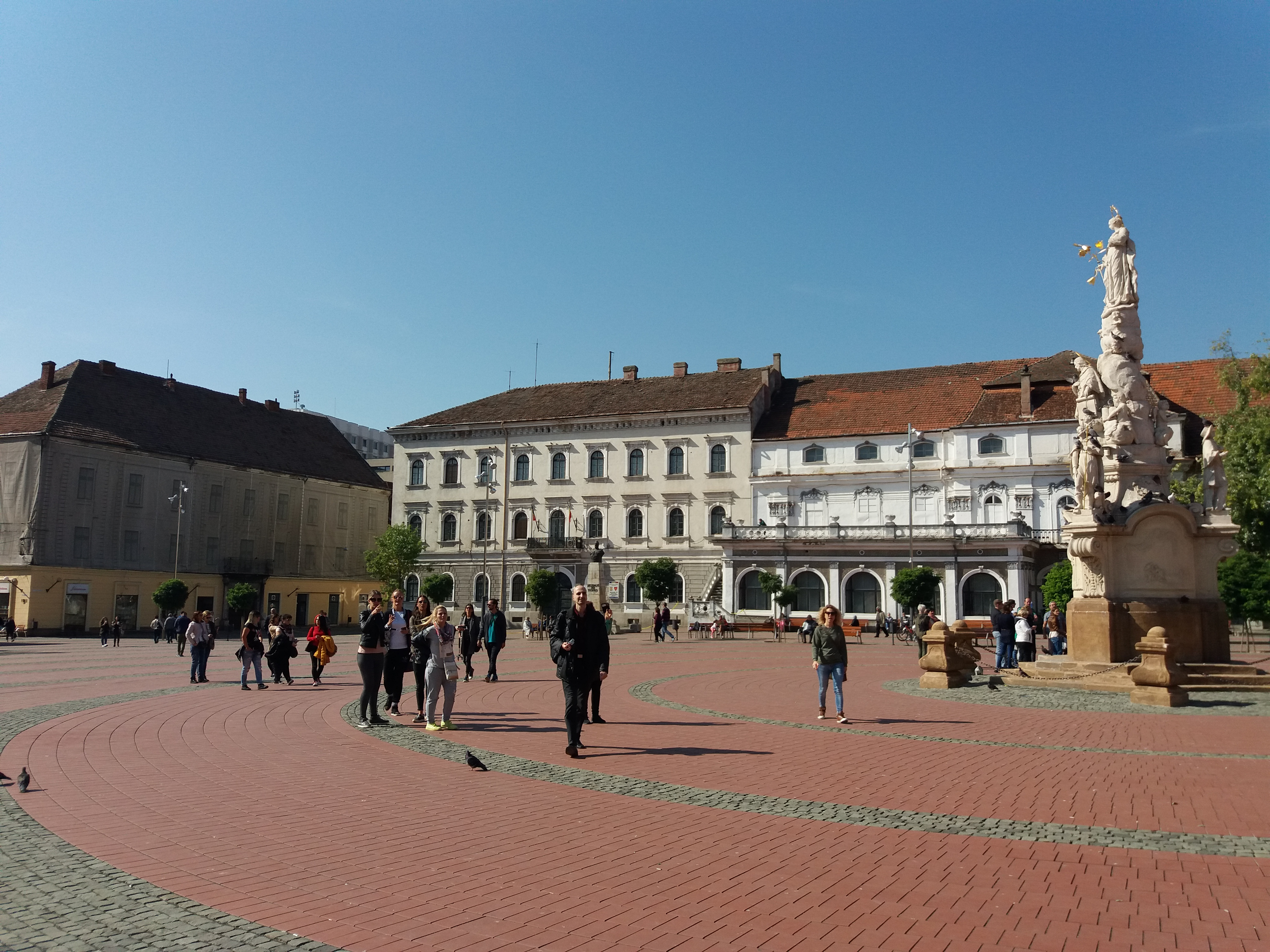
Piața Libertății, Blick Richtung Militärkasino und Kommandantur (2017)

Die Piața Libertății (deutsch Freiheitsplatz) ist ein zentraler Platz in der Innenstadt der westrumänischen Stadt Timișoara.

## Name des Platzes

Der damalige Jenő Herceg tér um die Jahrhundertwende

Zur Zeit des Kaisertums Österreich wurde die Stadt ab 1716 zu einer Festungs- und Garnisonsstadt ausgebaut, und der Platz erhielt den Namen Paradeplatz. In der deutschen Bevölkerung ist diese Bezeichnung teils bis heute gebräuchlich, das rumänische Adäquat dazu lautet Piața de Paradă. Eine alternativ gebräuchliche inoffizielle Bezeichnung in der österreichischen Zeit war Stadthausplatz.
In Folge des Österreichisch-Ungarischen Ausgleich von 1867 wurde er schließlich nach Eugen von Savoyen offiziell in Jenő Herceg tér umbenannt, die deutsche Entsprechung lautete Prinz-Eugen-Platz. Mit Beginn des rumänischen Zeitalters ab 1919/20 wurde er schließlich offiziell als Piața Libertății bezeichnet, rumänisch für Freiheitsplatz. Ursächlich für die Umbenennung war hierbei die im Friedensvertrag von Trianon festgelegte Abtretung Timișoaras an Rumänien, die propagandistisch als Befreiung von Ungarn bezeichnet wurde.

## Beschreibung

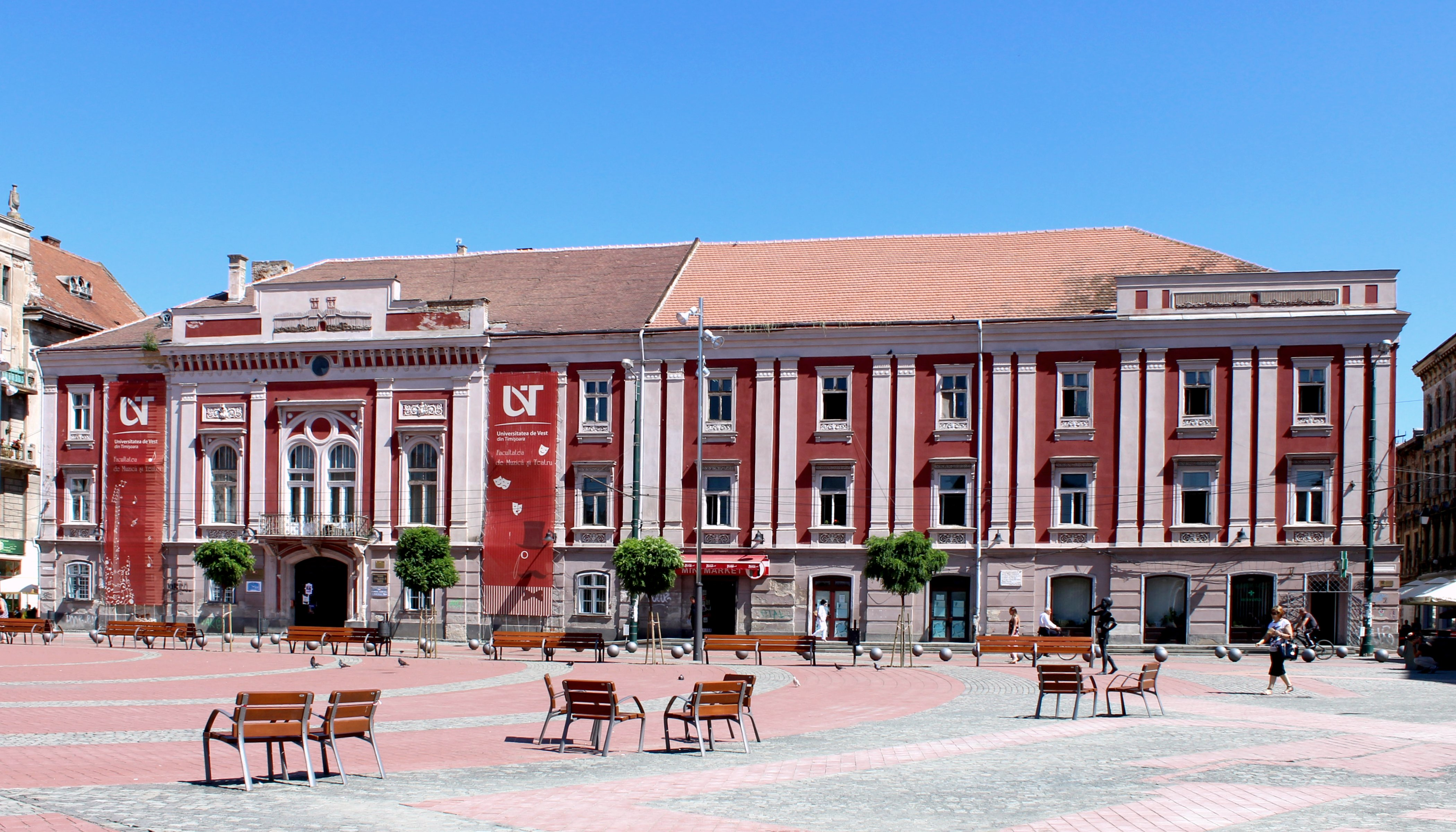
Das Alte Rathaus (Primăria Veche), 2016

Auf dem Platz steht das Alte Rathaus (rumänisch Primăria Veche), das 1731–1734 nach den Plänen des italienischen Architekten Pietro del Bronzo auf den Grundmauern eines im Türkenkrieg zerstörten türkischen Bades errichtet wurde, aber in den folgenden Jahrhunderten einige Änderungen erfuhr. Die Fassade ist eine Mischung aus Stilelementen des Barock und der Renaissance und beinhaltet mit dem Bild starker Türme in einer Festung das städtische Wappen. Hier ist auch der Sitz der Musik-Fakultät der Universität des Westens Timișoara. In diesem östlichen Teil des Platzes befand sich auch die frühere Sparkasse, die 1855 von dem Architekten Karl Mai errichtet wurde, sowie die Biblioteca Județeană George Barițiu (deutsch Kreisbibliothek George Barițiu).

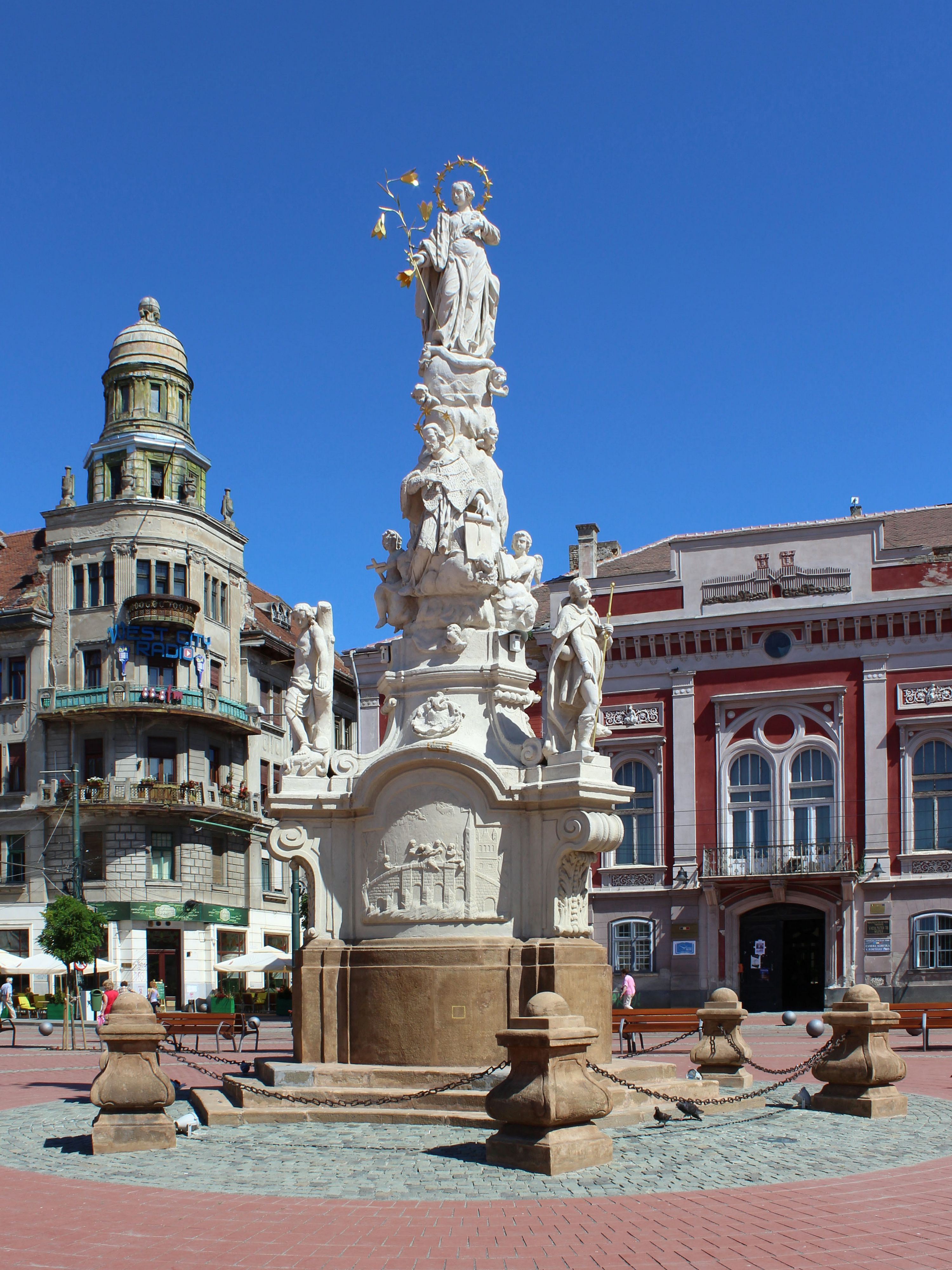
Statue des Johannes von Nepomuk und der Maria (2016)

Vor dem repräsentativen Bau des Rathauses befindet sich die Statue des Heiligen Nepomuks und der Maria. Sie wurde 1753–1756 von den Wiener Bildhauern Blim und Wasserburger aus Sandstein geschaffen. In der Mitte des Standbildes hält der Heiligen Nepomuk, der Schutzpatron der katholischen Banater seit dem Jahr 1727, ein Kreuz. Über ihm befindet sich die Gottesmutter Maria mit einem Kranz auf dem Kopf. Die Statue erinnert an die Pestopfer von 1738 und 1739.
Auf der westlichen Seite des Platzes befindet sich das Militärkasino, das ursprünglich als Residenz des Militärkommandanten fungierte. Heute ist es das Befehlszentrum der Militärgarnison der Stadt (rumänisch Casa Armatei). Es wurde 1730 auf dem Fundament der alten Festung (Cetate) erbaut, zuvor befanden sich hier die Ruinen eines türkischen Basars. Vor dem Gebäude befindet sich ein Monument mit einer Büste des letzten Königs von Dakien, Decebalus per Scorilo (deutsch Decebalus, Sohn des Scorilo). Auf dem Platz befinden sich auch ein kleiner Brunnen.
Der Platz ist schon seit 1899 an das örtliche Straßenbahnnetz der Verkehrsgesellschaft Societatea de Transport Public Timișoara (S.T.P.T.) angeschlossen, bis 1989 stellte er zudem einen wichtigen Knotenpunkt dar. 100 Meter östlich der Piața Libertății hielt schon die 1869 eröffnete Pferdestraßenbahn.
Auf der Piața Libertății gingen während der Rumänischen Revolution 1989 Panzer in Stellung.
Bei einer radikalen Umgestaltung in den Jahren 2014/15 mussten die Bäume, Sträucher und Grünflächen, die das Bild des Platzes seit dem frühen 20. Jahrhundert geprägt hatten, einem markanten Pflaster aus roten und grauen Steinen weichen, das in einem Muster aus konzentrischen Ringen angeordnet ist. Nun ähnelt er wieder stärker dem einstigen Paradeplatz. Nach Verlegung des Pflasters wurde aber auch wieder eine Reihe junger Bäume gepflanzt. Das 37 Millionen Lei teure, mit Mitteln der Europäischen Union geförderte Projekt spaltete die Meinungen der Einwohner: Während einige den Verlust der hohen, schattigen Bäume bedauerten, begrüßten andere das modernere Gesicht des Platzes, der ein künstlerisches Zentrum der Stadt werden soll. Auch die Statue des Heiligen Nepomuk wurde in diesem Zusammenhang saniert.

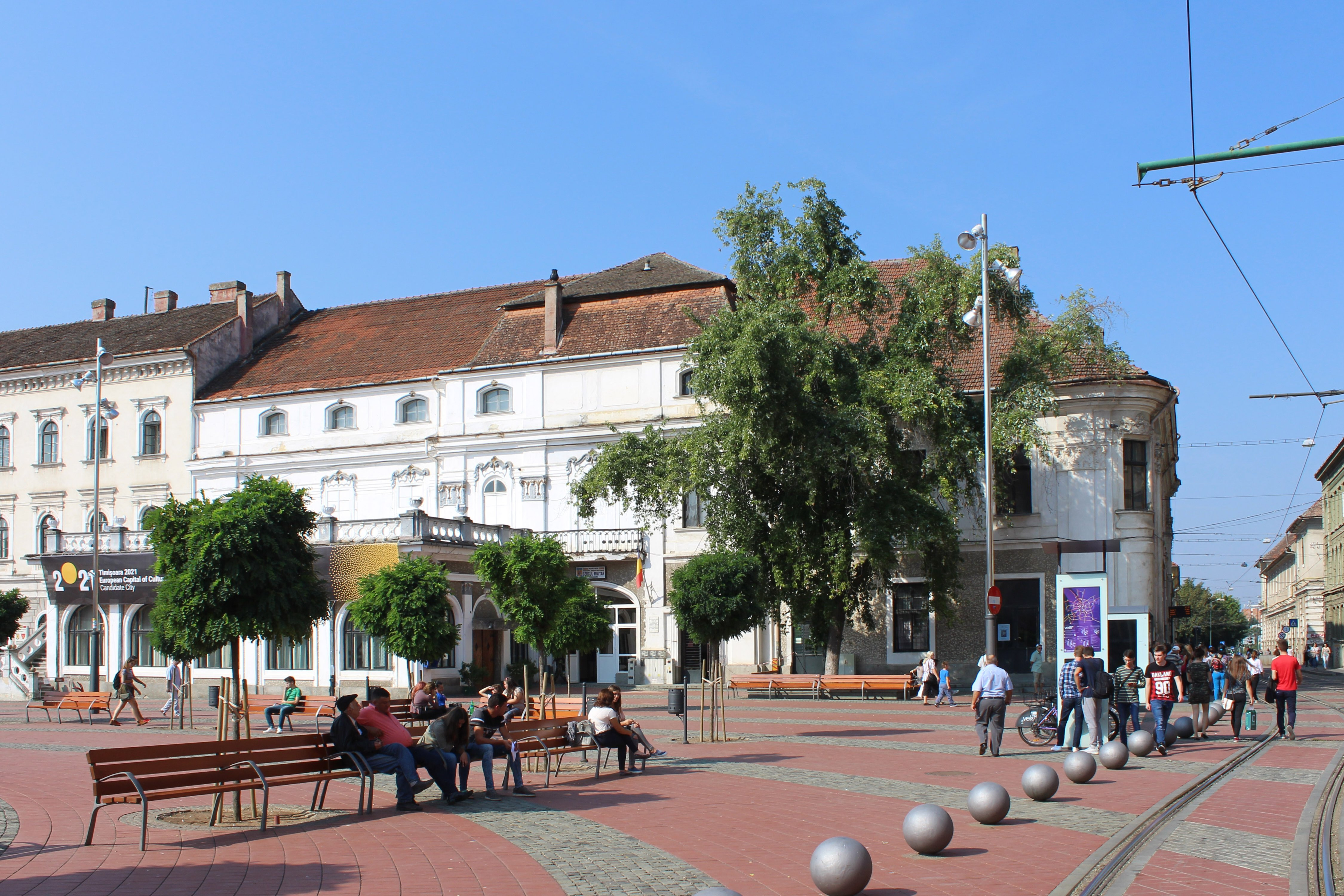
Cazinoul Militar, das Militärkasino, 2016
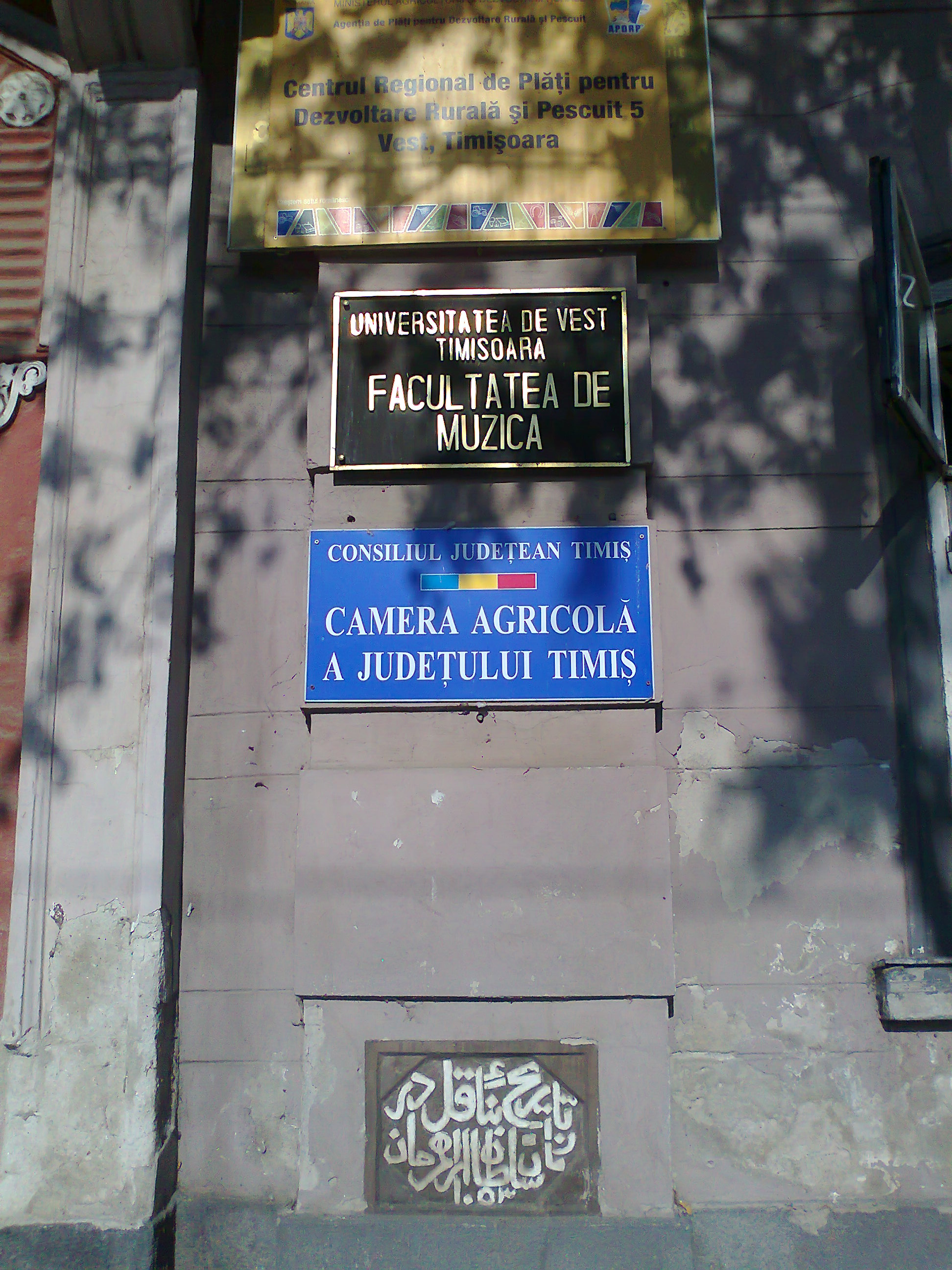
Musik-Fakultät der Universität des Westens Timișoara, 2011
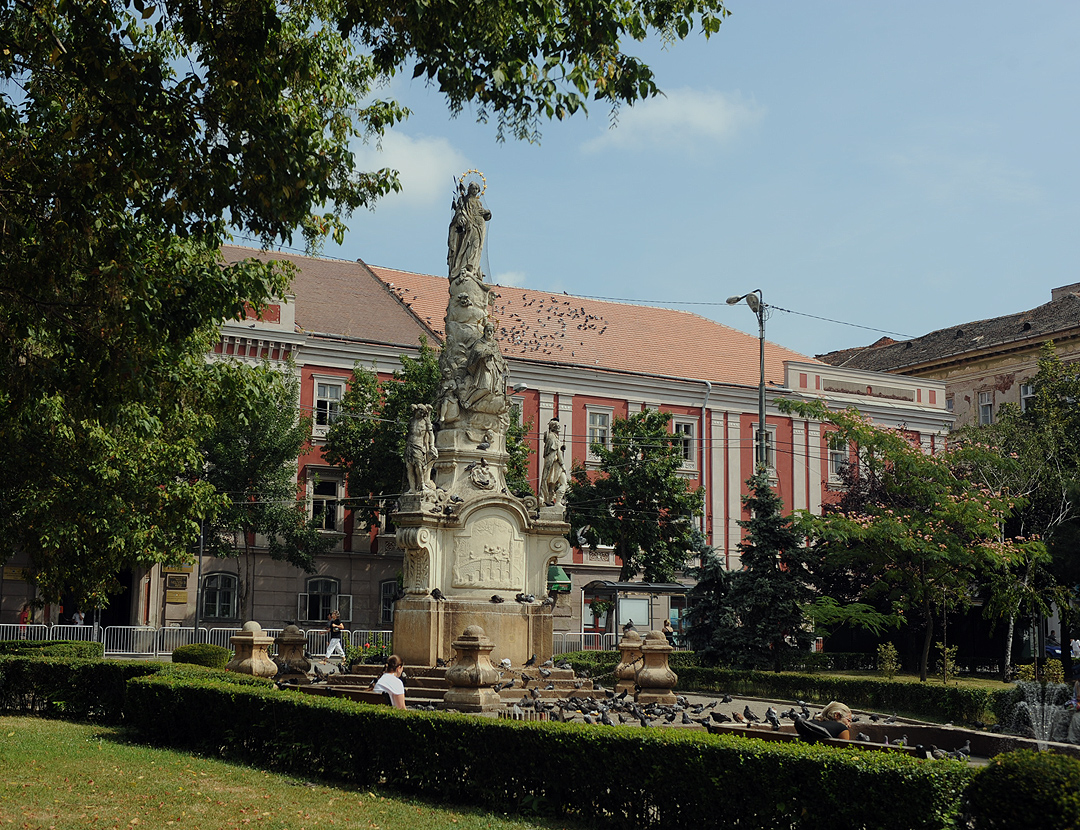
Vor der Umgestaltung: begrünter Platz, 2009
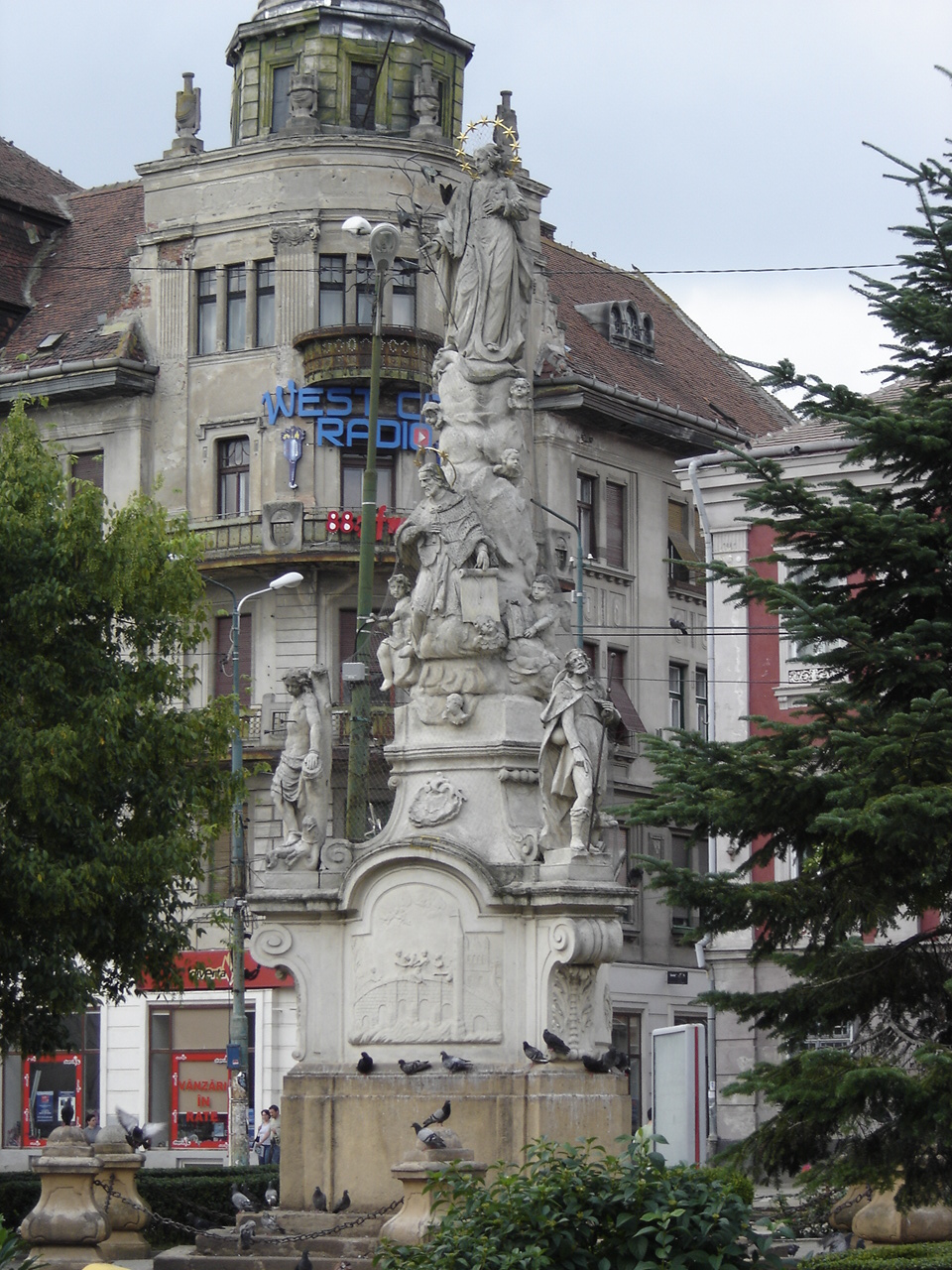
Andere Sicht auf die Statue, rechts eine der alten Fichten, 2007
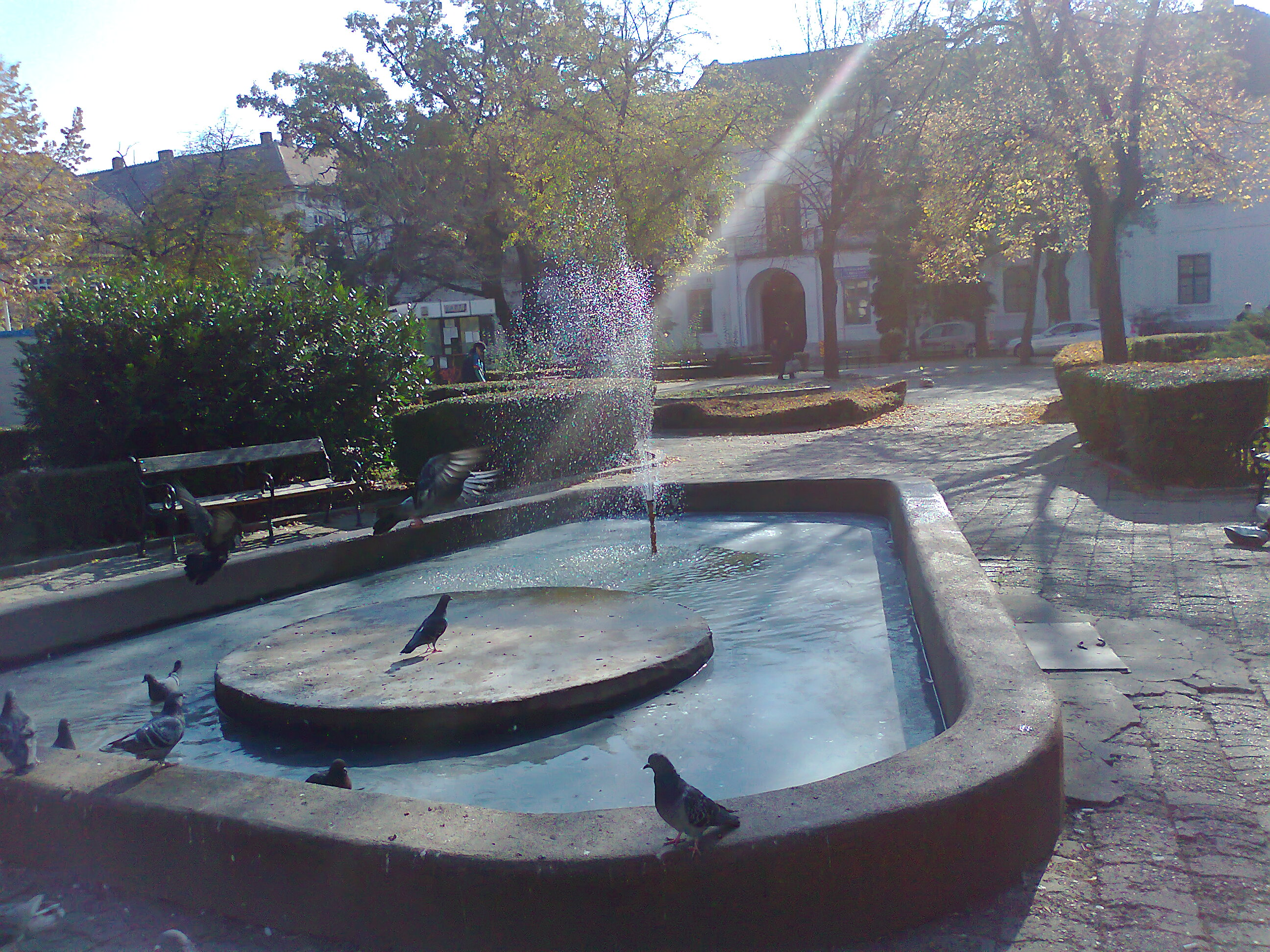
Brunnen auf der Piața Libertății, 2011